# Île Roméo
Die Île Roméo (französisch) ist eine kleine Insel im südwestlichen Ausläufer des Géologie-Archipel vor der Küste des ostantarktischen Adélielands. Sie liegt in unmittelbarer Nachbarschaft zur Île Juliette.
Französische Wissenschaftler benannten sie 1977 nach der männlichen Hauptfigur der Tragödie Romeo und Julia des englischen Dramatikers William Shakespeare.